# Lurdusaure
El lurdusaure (Lurdusaurus) és un gènere de dinosaure ornitòpode que va viure a l'Aptià, al Cretaci inferior, entre fa 121 i fa 112 milions d'anys. Les seves restes fòssils es van trobar a Níger. L'espècie tipus, Lurdusaurus arenatus, fou descrita formalment per Taquet i Russell l'any 1999; prèviament, l'animal era conegut informalment com a "Gravisaurus tenerensis".